# Michael Ende
Michael Ende, nemški pisatelj, * 12. november 1929, Garmisch, Nemčija, † 28. avgust 1995, Filerstadt-Bonlanden, Nemčija.

## Življenje
Michael Ende je bil sin nadrealističnega slikarja Edgarja Endeja in njegove žene Luise Bartholomä. Začetek svojega življenja je preživel v mestnih predelih Münchna, v Pasingu ter Schwabingu. Od leta 1940 je obiskoval gimnazijo kralja Maksimilijana v Münchnu. Tri leta pozneje so šolo evakuirali, Michaela pa so s programom preseljevanja otrok na deželo med drugo svetovno vojno poslali nazaj v rojstni kraj. Ker bi se Michael nekaj tednov pred zaključkom vojne moral pridružiti branilcem domovine, je dezertiral in se priključil bavarski kampanji, ki se je zavzemala za kapitulacijo brez nasilja. Šele leta 1948 je lahko uspešno absolviral na Waldorfski šoli v Stuttgartu. Takoj zatem je do leta 1950 obiskoval Falkenberško šolo v Münchnu. 
Po uspešnem zaključku je do leta 1953 delal v različnih gledališčih, več mesecev pa tudi v deželnem gledališču Schleswig Holstein. V tem času je napisal besedila za različne politične kabarete. Med letoma 1954 in 1962 je bil dejaven tudi kot filmski kritik pri bavarski radijski in televizijski postaji. Nekatera njegova, predvsem dramska gledališka besedila, so bila neuspešna. Potem ko je dvanajst založb zavrnilo njegov rokopis Jim Knof in strojevodja Luka, je knjiga leta 1960 izšla pri založbi Thienemann in  takoj postala velika uspešnica. Ker so mu različni kritiki, prav zaradi knjige Jim Knof in strojevodja Luka, očitali odmaknjenost od sveta in ga odpravili kot pisuna za otroke, je Michael leta 1970 s svojo prvo ženo Ingeborg Hoffmann, s katero se je poročil leta 1964, odšel v Italijo. Ustalil se je v vili Liocorno (samorog), v mestu Genzano di Roma, ki je  oddaljeno približno 25 kilometrov jugovzhodno od Rima. Tam je leta 1973 napisal pravljični roman Momo ali čudna zgodba o tatovih, ki so kradli čas, in o otroku, ki ga je ljudem vrnil. Po drugih virih sodeč, je Michael Ende med letoma 1965 in 1971 živel na starem gradu Valley v bližini Münchna, in tam pisal svoj leta 1973 izdani roman Momo, po katerem so leta 1986 posneli film.
V tesnem sodelovanju s skladateljem Markom Lotharjem je  napisal libreto za opero Momo in tatovi časa (Momo und die Zeitdiebe). Prvič je bila uprizorjena leta 1978 v deželnem gledališču v Coburgu. Leta 1979 je napisal svoj fantazijski roman Neskončna zgodba. Prodano je bilo približno deset milijonov izvodov romana, preveden pa je bil v 40 jezikov. 
Leta 1985 je bil Michael Ende eden izmed avtorjev scenarija, po katerem je Johannes Schaaf posnel svoj film Momo. V filmu je tudi sam zaigral manjšo stransko vlogo. Od leta 1978 je sodeloval s skladateljem Wilfriedom Hillerjem, s katerim sta ustvarila številna glasbeno gledališka dela, kot je na primer opera Goggolori (Der Goggolori), ki je nastala leta 1985, ter zvočna knjiga Norbert Debelokožec ali Nagi nosorog (Norbert Nackendick oder das nackte Nashorn). Tematika knjig Momo in Neskončna zgodba je nevarnost sveta, v katerem vse bolj izginjata domišljija in človečnost. V filmu Tilmana Urbacha: Michael Ende – oče neskočne zgodbe (Michael Ende -  der Vater der Unendlichen  Geschichte), Michaelov lektor Roman Hocke poudarja, da pisatelj samega sebe ni videl kot pravega očeta pravljic.
Po besedah naratorke iz filma Michaelove knjige kljub vsem fantazijskim elementom, kritizirajo sodobno družbo in razkrivajo vizijo drugačnega, boljšega sveta. Podrobneje se je Michael ukvarjal z mislimi o denarni reformi po načrtu Silvija Gesella. 
Po smrti svoje prve žene, ki je umrla leta 1985, se je Michael leta 1989 poročil z japonsko prevajalko Mariko Sato, ki je nekaj njegovih del prevedla v japonščino.
Leta 1995 je Michael Ende umrl zaradi raka na želodcu v mestu Filderstadt-Bonlanden pri Stuttgartu. Pokopan je na starem pokopališču v Münchnu, v grobu s številko 212-W-3, ki ga zaznamuje ogromna bronasta knjiga, na kateri so reliefi pravljičnih figur iz njegovih del. Nagrobnik je delo Ludwiga Valentina Angereja.
Z Michaelovo literarno zapuščino upravlja nemški literarni arhiv v mestu Marbach am Neckar. Nekateri deli njegove zapuščine se nahajajo v muzeju Michaela Endeja v mednarodni mladinski knjižnici v münchenskem gradu Blutenburg ter v arhivu Michaela Endeja v muzeju pravljic Kurohime Dowakan v mestu Shinano na Japonskem.

## Nagrade
- 1961 Nemška nagrada za mladinsko literaturo za delo Jim Knof in strojevodja Luka
- 1979 Nagrada Buxtehunder Bulle za delo Neskončna zgodba
- 1981 Mednarodna nagrada Janusza-Korczaka za delo Neskončna zgodba

## Dela
- Jim Knof in strojevodja Luka (Jim Knopf und Lukas der Lokomotivführer, 1960; sl. 1996)
- Jim Knof in divja trinajsterica (Jim Knopf und die Wilde 13, 1962; sl. 1996)
- Hrustljava knjiga (Das Schnurpsenbuch, 1969)
- Trankila Nerodnik, vztrajna želva (Tranquilla Trampeltreu die beharrliche Schildkröte, 1972)
- Momo ali Čudna zgodba o tatovih, ki so kradli čas, in o otroku, ki ga je ljudem vrnil (Momo,1973; sl.1978)
- Cunjasti pajacek (Das kleine Lumpenkasperle, 1975)
- Sanježerček (Das Traumfresserchen, 1978)
- Liri Lalaj Žak Zakaj (Lirum Larum Willi Warum, 1978)
- Neskončna zgodba (Die unedliche Geschichte, 1979; sl. 1987)
- Zmaj in metuljček ali Nenavadna zamenjava (Der Lindwurm und der Schmetterling oder Der seltsame Tausch, 1981)
- Naprava za šivanje senc (Die Schattennähmaschine, 1982)
- Zgubani slonček Filemon (Filemon Faltenreich, 1984)
- Norbert Debelokožec ali nagi nosorog (Norbert Nackendick oder das nackte Nashorn, 1984)
- Ofelijino gledališče senc (Ophelias Schattentheater, 1988)
- Čarobni napoj ali Satanarheolažgenialkopeklenski punč želja (Der satanarchäolügenialkohöllische Wunschpunsch, 1989; sl.1991)
- O začarani skledi in žlici (Die Geschichte von der Schüssel und vom Löffel, 1990; sl.1997)
- Lenčica ima skrivnost (Lenchens Geheimnis, 1991)
- Dolga pot v Santa Cruz ( Das lange Weg nach Santa Cruz, 1992; sl. 1998)
- Medvedek Tedi in druge živali (Der Teddy und die Tiere, 1993)

## Dela, objavljena po smrti Michaela Endeja
- Čarovniška šola v kraljestvu želja (Die Zauberschule imWünschelreich, 1999)
- O želji vseh želja in druge pripovedke (Vom Wunsch aller Wünsche und andere Geschichten, 1998)
- Šola za neotesance (Die Rüpelschule, 2002)

## Proza
- Zrcalo v zrcalu (Der Spiegel im Spiegel. Ein Labyrinth, 1984; sl.1993)
- Arheologija teme. Pogovori o umetnosti in delih slikarja Edgarja Endeja (Die Archäologie der Dunkelheit. Gespräche über Kunst und das Werk des Malers Edgar Ende (mit Jörg Krichbaum), 1985)
- Zapor svobode. Pripovedi (Das Gefängnis der Freiheit. Erzählungen, 1992)
- Legenda o polni luni (Die vollmondlegende, 1993; sl.2011)

## Lirika
- Boljši sejem sanj. Polnočne pesmi in tihe balade (Trödelmarkt der Träume. Mitternachtslieder und leise Balladen, 1986)

## Gledalška dela in libreti za opere
- Dolgočasnež (Der Spielverderber, 1967)
- Momo in tatovi časa (Momo und die Zeitdiebe, 1978)
- Pravljica o čarodejki (Das Gauklermärchen, 1982)
- Gogolori (Der Goggolori, 1982)
- Sanježerček (Das Traumfresserchen, 1991)
- Lovilec podgan(Der Rattenfänger, 1993)

## Filmi
- Jim Knof in strojevodja Luka (Jim Knopf und Lukas der Lokomotivführer), režija: Manfred Jenning
- Jim Knof in divja trinajsterica (Jim Knopf und die Wilde 13), režija: Manfred Jenning
- Neskončna zgodba (Die unedliche Geschichte), režija Wolfgang Petersen
- Momo ali Čudna zgodba o tatovih, ki so kradli čas, in o otroku, ki ga je ljudem vrnil (Momo), režija: Johannes Schaaf

## Adapcije zvočnih knjig in radijskih iger
Radijske igre, predvsem tiste nastale po romanu Neskončna zgodba, veljajo pri ljudeh, ki poznajo prav tako radijske igre kot tudi filme, za uspešnejše kot filmi. K temu pripomore ganljiva glasba Franka Duvala in pripovedni glas Heralda Leipnitza, ki gre zlahka v uho.

## Radijske igre
- Jim Knof in strojevodja Luka (Jim Knopf und Lukas der Lokomotivführer), pripovedovalec: Michael Ende, režija: Michael Ende
- Jim Knof in divja trinajsterica (Jim Knopf und die Wilde 13), pripovedovalec: Harald Leipnitz, režija: Anke Beckert
- Momo ali Čudna zgodba o tatovih, ki so kradli čas, in o otroku, ki ga je ljudem vrnil (Momo), propovedovalec: Harald Leipnitz, režija: Anke Beckert
- Neskončna zgodba (Die unendliche Geschichte), pripovedovalec: Harald Leipnitz, režija: Anke Beckert
- Čarobni napoj ali Satanarheolažgenialkopeklenski punč želja (Der satanarchäolügenialkohöllische Wunschpunsch), pripovedovalec: Thomas Piper in Grete Wurm, režija: Klaus-Dieter Pittrich

## Zvočne knjige
- Čarobni napoj ali Satanarheolažgenialkopeklenski punč želja (Der satanarchäolügenialkohöllische Wunschpunsch), pripovedovalec: Michael Ende
- Svet Michaela Endeja. Pripovedi in misli o svobodi, fantaziji in človečnosti (Die Welt des Michael Ende. Geschichten und Gedanken über Freiheit, Fantasie und Menschlichkeit)

## Recepcija Michaela Endeja
Pisateljeva dela so bila prevedena v več kot 40 jezikov, njihova skupna naklada pa šteje več kot 28 milijonov izvodov. Poseben uspeh je dosegla njegova otroška knjiga Jim Knof in strojevodja Luka, ki je bila uprizorjena tudi kot lutkovna predstava v augsburškem lutkovnem gledališču in  bila predvajana na televiziji. Filma Momo in Neskončna zgodba, posneta po romanih, sta prav tako pripomogla k Michaelovi prepoznavnosti, čeprav se je Michael distanciral od snemanja filma po romanu Neskončna zgodba, saj ni bil zadovoljen s scenarijem.
Njegova dela so ljudje sprejeli in si jih interpretirali na veliko različnih načinov, poleg tega pa je bilo organiziranih tudi veliko razstav na temo njegovih del.Prav tako je nemška rock skupina Tocotronic Michaelu leta 1995 posvetila pesem Michael Ende, uničil si moje življenje (Michael Ende, du hast mein Leben zerstört), katere tema je vpliv njegovih del na celotno generacijo mladih.
Največ Endejevih del je objavila založba Thienemann, kasneje pa, na zahtevo njegovega založnika in lektorja Hansjörga Weitbrechta, tudi njena podružnica Weitbrecht. Njegove zgodbe so tudi uglasbili ter po njihovi podlagi posneli radijske igre ter zvočne knjige z znanimi pripovedovalci.Dandanes se po Michaelu Endeju imenuje nešteto šol.